# 达齐奥
达齐奥（義大利語：Dazio），是意大利松德里奥省的一个市镇。总面积3平方公里，人口429人，人口密度143.0人/平方公里（2009年）。国家统计（ISTAT）代码为014025。